# Álvaro Alcalá Galiano y Vildósola
Álvaro Alcalá Galiano y Vildósola (Bilbao, 28 maggio 1873 – Paracuellos, 27 novembre 1936) è stato un pittore e decoratore spagnolo.

## Biografia

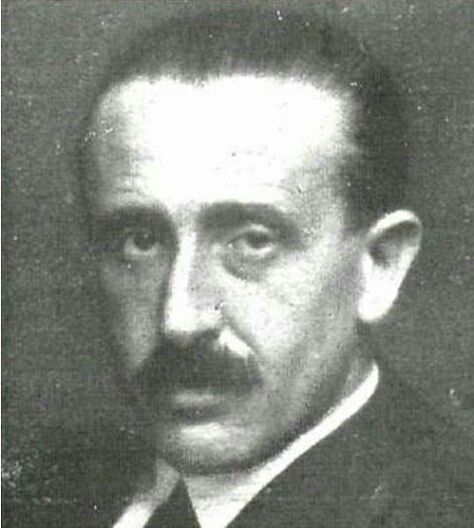
Álvaro Alcalá Galiano y Vildósola

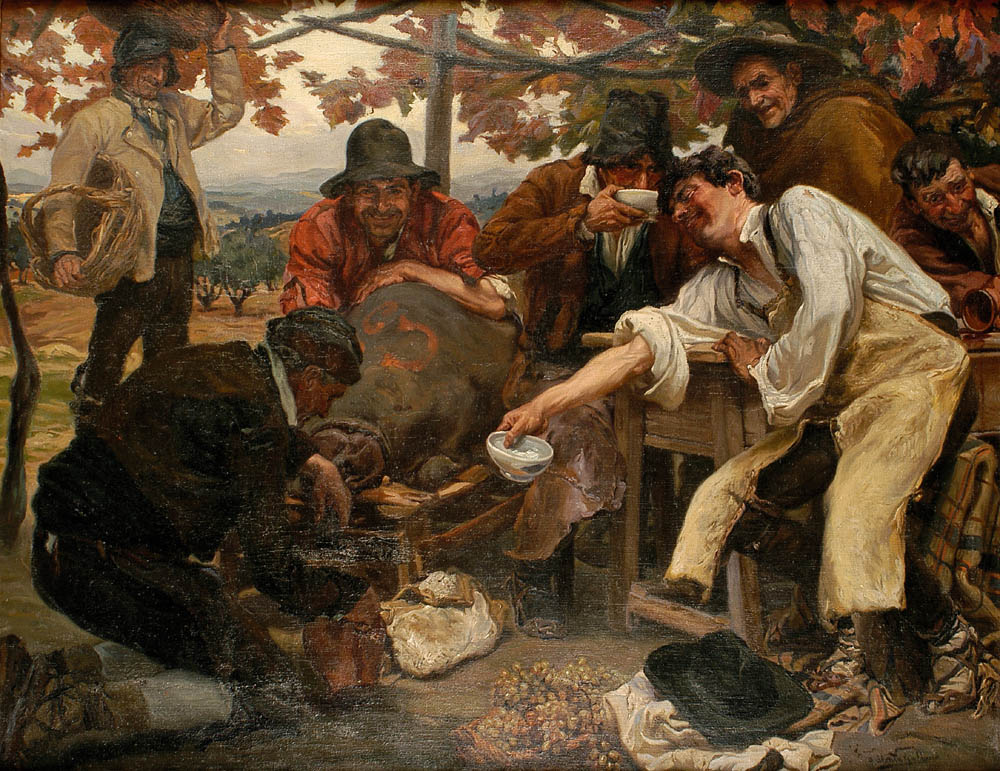
Álvaro Alcala Galiano, Dopo la vendemmia, olio su tela-1930

Figlio di Mercedes Vildósola y Costa, nacque in una famiglia nobile e durante la sua vita ebbe vari titoli aristocratici.
I suoi primi insegnanti furono Antonio Lecuona e Adolfo Guiard. Quando era giovane, gli fu proposto di trasferirsi a Parigi per un periodo di formazione con il maestro Léon Bonnat, ma la sua famiglia decise che avrebbe dovuto studiare a Madrid e così iniziò la sua formazione artistico nell'atelier di Jiménez Aranda e in seguito in quello di Joaquín Sorolla del quale fu uno degli allievi più dotati.
Fu organizzatore di mostre a Bilbao e San Sebastián e presidente dell'Associazione dei pittori e scultori spagnoli. Nel 1902 viaggiò in Bretagna, Olanda e Germania, dove sviluppò ulteriormente la sua pittura.
Come pittore si è dedicato alle scene di genere. 
Fu uno dei maggiori esponenti della pittura paesaggistica e murale della prima metà del XX secolo.
All'inizio della guerra civile, nell'autunno del 1936, fu fucilato dai repubblicani nei massacri di Paracuellos de Jarama.

## Riconoscimenti
Ha ottenuto i seguenti premi alle Esposizioni Nazionali di Belle Arti in Spagna:
- Terza medaglia nel 1897 e 1899.
- Seconda medaglia nel 1901.
- Prima medaglia nel 1920, per la tela La senda (Museo del Prado).

Fu anche premiato con una terza medaglia al Salone di Parigi nel 1910 e, nello stesso anno, una medaglia all'Esposizione Universale di Buenos Aires e un gran premio d'onore all'Esposizione Internazionale di Panama nel 1916

.